# Ресавски правопис
Ресавският правопис е непоследователен безюсов вариант, в периода от средата на 14 век до края на 18 век, за предаване на западнобългарските говори от диалектния континуум на среднобългарския език.
Ресавската ортография възниква в т.нар. моравска среднобългарска книжовна школа в Манасия, откъдето в средата на 15 век благодарение на дейността на Владислав Граматик се пренася и налага в книжнината на Рилската книжовна школа. Към края на 15 век ресавския правопис се налага като стандартен от рилските книжовници повсеместно на запад от ятовата граница. Ресавската ортография се налага като господстваща дори в Ловеч (до средата на 17 век). Ресавският правопис се отличава от търновския само по това че е безюсов. Има и случаи на пренебрегване на безюсовото правило, например от родения от Крушовац Петър Граматик, който като изучил се в Ниш и работейки като преписвач в Ловеч, твърдо възприема търновския правопис. 
Сред най-изявените книжовници възприели този правопис са Константин Костенечки (който го и налага и проповядва посредством трактата си „За буквите“), Григорий Цамблак, Димитър Кантакузин, Владислав Граматик, Мария Бранкович и Мардарий Рилски. 
За лесното възприемане и налагане на ресавския правопис в западнобългарските говори спомага изчезването в разговорната реч на нозалитета. До края на 14 век юсовият правопис е традиционния висок книжовен стил, който обаче не отразява реалното състояние на среднобългарския език в неговото развитие. В западните български говори, отвъд ятовата граница, рефлексът на малката носовка е е, а на голямата носовка – у (в У-говорите). 
Най-последователна в отстояването на ресавската ортография е Етрополската книжовна школа. 
Цялата българска книжовна и ръкописна традиция в периода 15 – 17 век е издържана в ресавска ортография, т.е. е безюсова. 